# Campionati del mondo di ciclocross 2007 - Gara maschile Elite
La gara maschile Elite dei Campionati del mondo di ciclocross, cinquantottesima edizione della prova, si svolse il 27 gennaio 2007 con partenza ed arrivo da Hooglede, in Belgio, su un circuito di 3,0 km da ripetere diverse volte. La vittoria fu appannaggio del belga Erwin Vervecken, il quale terminò la gara in 1h05'35", precedendo lo statunitense Jonathan Page e l'italiano Enrico Franzoi terzo. 
Partenza con 57 ciclisti, dei quali 45 portarono a termine la competizione.

## Squadre partecipanti
| N. ciclisti | Cod. | Squadra     |
| ----------- | ---- | ----------- |
| 8           | BEL  | Belgio      |
| 4           | CZE  | Rep. Ceca   |
| 5           | FRA  | Francia     |
| 6           | NLD  | Paesi Bassi |
| 4           | SVK  | Slovacchia  |
| 5           | ITA  | Italia      |
| 3           | SUI  | Svizzera    |
| 5           | USA  | Stati Uniti |
| 3           | GER  | Germania    |
| 4           | POL  | Polonia     |
| 6           | ESP  | Spagna      |

| N. ciclisti | Cod. | Squadra       |
| ----------- | ---- | ------------- |
| 4           | JPN  | Giappone      |
| 1           | LUX  | Lussemburgo   |
| 2           | GBR  | Gran Bretagna |
| 2           | CAN  | Canada        |
| 1           | AUT  | Austria       |
| 1           | DEN  | Danimarca     |
| 4           | HAI  | Haiti         |
| 1           | NZL  | Nuova Zelanda |
| 1           | SWE  | Svezia        |
| 2           | ZIM  | Zimbabwe      |

## Ordine d'arrivo (Top 10)
| Pos. | Corridore           | Squadra     | Tempo    |
| ---- | ------------------- | ----------- | -------- |
| 1    | Erwin Vervecken     | Belgio      | 1h05'35" |
| 2    | Jonathan Page       | Stati Uniti | a 3"     |
| 3    | Enrico Franzoi      | Italia      | a 16"    |
| 4    | Bart Wellens        | Belgio      | a 25"    |
| 5    | Kevin Pauwels       | Belgio      | a 32"    |
| 6    | Richard Groenendaal | Paesi Bassi | a 35"    |
| 7    | Gerben De Knegt     | Paesi Bassi | a 1'12"  |
| 8    | John Gadret         | Francia     | a 1'26"  |
| 9    | Christian Heule     | Svizzera    | a 1'35"  |
| 10   | Thijs Al            | Paesi Bassi | a 1'40"  |